# 5-MeO-DET
5-MeO-DET (5-metoxi-N,N-dietiltriptamina) é uma triptamina psicodélica pouco conhecida.

## Farmacologia
5-MeO-DET inibe a recaptação de serotonina e ativa os receptores 5-HT2A.